# Bupleurum dalhousieanum
Bupleurum dalhousieanum là một loài thực vật có hoa trong họ Hoa tán. Loài này được (C.B.Clarke) Koso-Pol. mô tả khoa học đầu tiên năm 1915.